# Renaud de Forez (archevêque de Lyon)
Pour les articles homonymes, voir Renaud de Forez (homonymie).
Renaud de Forez (mort à Lyon le 22 octobre 1226) est archevêque de Lyon de 1193 à 1226. Sous son épiscopat, le pouvoir temporel de l'archevêque est renforcé, notamment par la guerre et la construction de châteaux face aux adversaires potentiels. Sur le plan spirituel, Renaud de Forez accueille des ordres mendiants à Lyon et poursuit la construction de la cathédrale saint-Jean.

## Origine et première expérience ecclésiastique
Fils du comte Guigues II, il entre au chapitre de Lyon, sous l'épiscopat de Guichard de Pontigny, suivi par son jeune frère Humbert. Il devient abbé de Saint-Just vers 1182,, charge qu’il quitte au profit de son frère Humbert lorsqu’il accède à l’épiscopat.
Renaud est chanoine lorsqu'il est pressenti pour succéder à Jean Belles-mains. Peu avant son accession à la charge épiscopale, son prédécesseur Jean Belles-mains signe un traité avec Guichard IV de Beaujeu qui renforce les positions de l’église de Lyon dans le Nord du Lyonnais. Bruno Galland estime que ce traité très avantageux a été accepté par le jeune comte pour éviter de se retrouver diplomatiquement isolé alors que le trône épiscopal semblait avoir toutes les chances de se rapprocher d’un ennemi puissant, le comté de Forez. Ce qui arrive effectivement avec l’élection de Renaud.

## Élection de Renaud de Forez
Après la démission de Jean Belles-mains, l’épiscopat est un temps sans titulaire, le synode de mai 1193 n’est présidé par aucun archevêque. Pour choisir le nouvel élu, les chanoines adoptent le procédé du « Compromis ». L’ensemble du chapitre confie alors à un groupe restreint le choix du nouvel archevêque, « selon Dieu et selon leur conscience ». Leur choix se porte sur Renaud, mais il ne fait alors pas l’unanimité. L’un des membres du groupe restreint écrit aux autres : « Je veux bien qu’il soit élu, mais à condition que nous soyons absous du serment que nous avons fait au chapitre ; car en lui, il n’y a rien de Dieu ». Le chapitre absout l’opposant de son serment et Renaud est finalement élu. Le choix par le chapitre de procéder ainsi est traditionnellement le signe d’une division de l’assemblée. Bruno Galland estime que les pressions devaient être grandes et que le collège des chanoines décida de mandater des représentants, tout en les absolvant d’avance pour leur choix. Galland en conclut que ces réticences et précautions doivent provenir de la forte personnalité de l’archevêque et de la crainte pour les chanoines de la perte de leur indépendance.
Son élection marque une inflexion dans la politique locale qui avait été marqué auparavant par le comté de Forez et l’église de Lyon. Leurs intérêts sont désormais liés.

## Un épiscopat féodal
Il devient archevêque de Lyon en 1193 après une élection difficile, qui officialise la réconciliation entre l'archevêché de Lyon et le comté du Forez, après des décennies de lutte. Cette élection se fait par « compromis ». Elle est confiée à un groupe restreint de chanoines et est très politique, les motivations religieuses étant mises sous le boisseau.
Issu d'une grande famille féodale vassale du roi de France, il conserve des liens très forts avec celle-ci, n'hésitant pas à lui porter assistance militaire et soutien financier.
En tant que seigneur, il poursuit le déplacement de l'alliance entre Lyon et les grandes puissances européennes, se rapprochant du royaume de France et s'éloignant de l'Empire. Ainsi, il se présente à plusieurs reprises à la cour de Philippe Auguste et jamais à une diète impériale.

### Conflit avec les bourgeois lyonnais

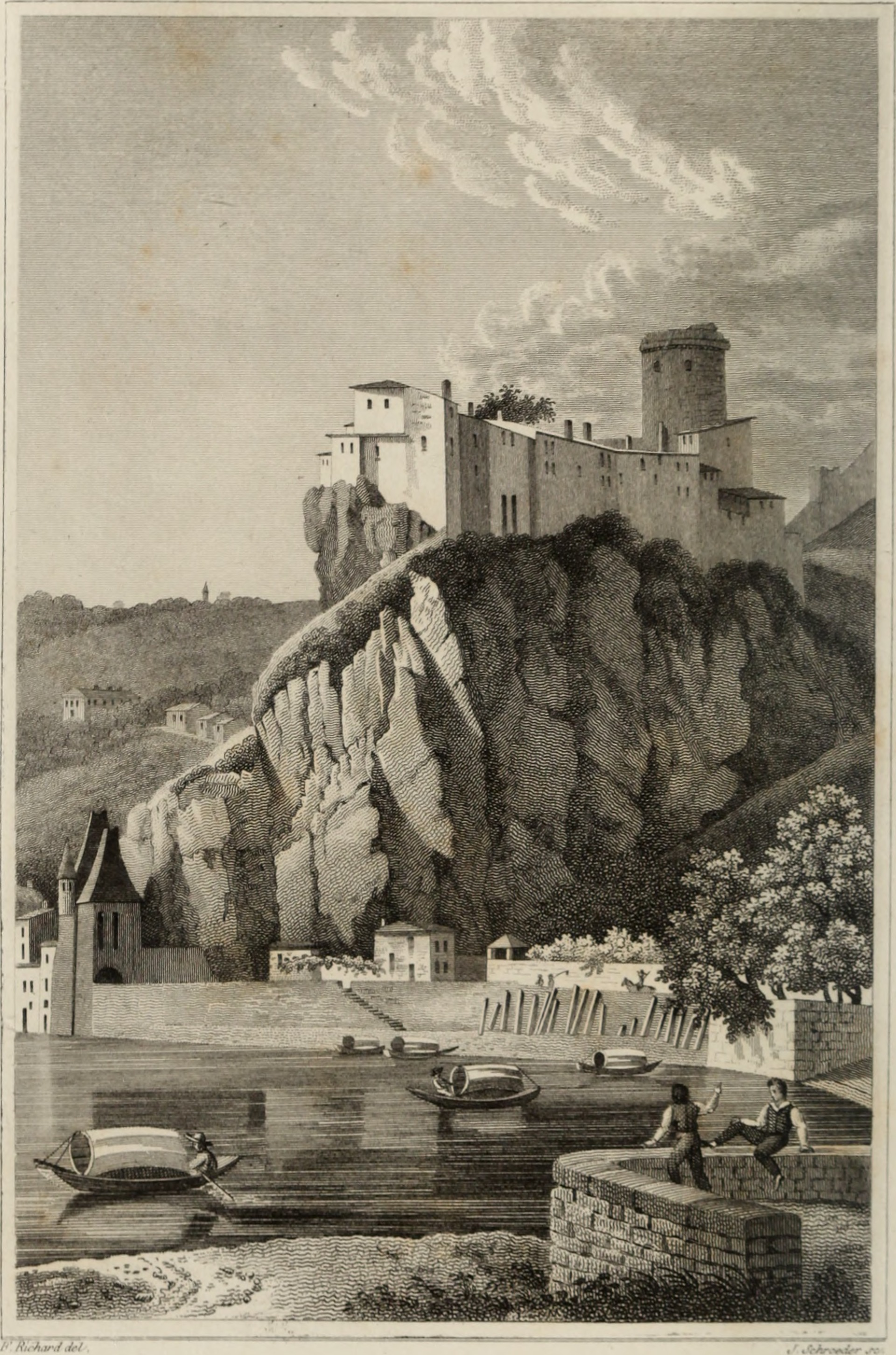
Château de Pierre Scize, édifié par Renaud après son conflit avec les bourgeois lyonnais.

Sous son épiscopat, les tensions avec les bourgeois de Lyon s'accroissent, notamment pour des raisons fiscales, et éclatent en 1208 en conflit armé. En effet, pour satisfaire ses ambitions seigneuriales, Renaud de Forez emprunte dès 1193 la forte somme de 20 000 sous forts aux bourgeois de la ville. En échange, il leur accorde plusieurs avantages. Cette somme suspend les taxes sur les marchandises qu'il prélève sur eux. Il accorde également, jusqu'au rachat de cet emprunt, plusieurs privilèges : limitations des sauf-conduits accordés à des malfaiteurs, suspension des droits de mutation sur les achats de terres, promesse d'acheter loyalement les denrées. Enfin, Renaud renonce définitivement à la taille sur les vignes. La monnaie ayant été dévaluée quelques années auparavant, les bourgeois imposent à Renaud que l'ensemble du contrat soit fixé sur la valeur actuelle de cette monnaie. Cet accord semble au bénéfice des bourgeois car il leur fournit un début d'émancipation, et de nombreux avantages qu'ils peuvent espérer conserver longtemps, si Renaud a des difficultés pour rembourser.
Mais quelques années après, il tente de créer de nouvelles taxes ou d'élever les restantes. Les bourgeois protestent et un premier accord est conclu en 1206. Cet accord est doublé d'une charte qui détaille les « coutumes » que chacun, et avant tout l'archevêque, se doit de respecter. Mais Renaud ne respecte visiblement pas ce premier accord. Dès 1208, les Lyonnais s'associent par serment, lèvent des barricades et en appellent au pape Innocent III. Or ce dernier n'est pas satisfait de plusieurs actions de Renaud, notamment l'attaque et la prise par les armes de l'abbaye de Savigny et surtout sa prise de position dans le conflit pour la couronne impériale pour Philippe de Souabe contre Othon de Brunswick, soutenu par le pape. Ce dernier envoie trois émissaires chargés de régler la question, dont l'archevêque de Vienne Humbert et le duc de Bourgogne Eudes III. Ce dernier est particulièrement influent et impose à Renaud l'observance des contrats passés. En revanche, les libertés que les bourgeois se sont octroyées sur le plan politique (pouvoir se réunir en assemblée, prêter un serment de soutien mutuel, prendre les armes librement) sont rejetées par les médiateurs.
Après le conflit avec les bourgeois lyonnais, Renaud construit le château de Pierre Scize, pour se prémunir d'éventuelles actions violentes de la part des Lyonnais. Ces successeurs utiliseront également cette forteresse. Plusieurs anciens historiens de Lyon pensent que Renaud n'a fait que restaurer un château existant déjà à Pierre Scize. Toutefois, la notice de l'obituaire de la cathédrale est claire sur le fait qu'il soit le créateur de cet édifice.

### Actions seigneuriales
Renaud de Forez en tant qu'archevêque mène une politique qui vise à défendre ses intérêts politiques, que ce soit en tant que prélat lyonnais ou que membre de la famille des comtes du Forez. Pour cela, il s'engage dans de nombreuses relations, positives ou plus conflictuelles avec de nombreux voisins. Un temps tenté de se ranger du côté de l'empereur au sein de l'échiquier européen, l'éloignement de celui-ci le pousse à se tourner résolument vers le royaume de France.

#### Consolidation de la puissance épiscopale

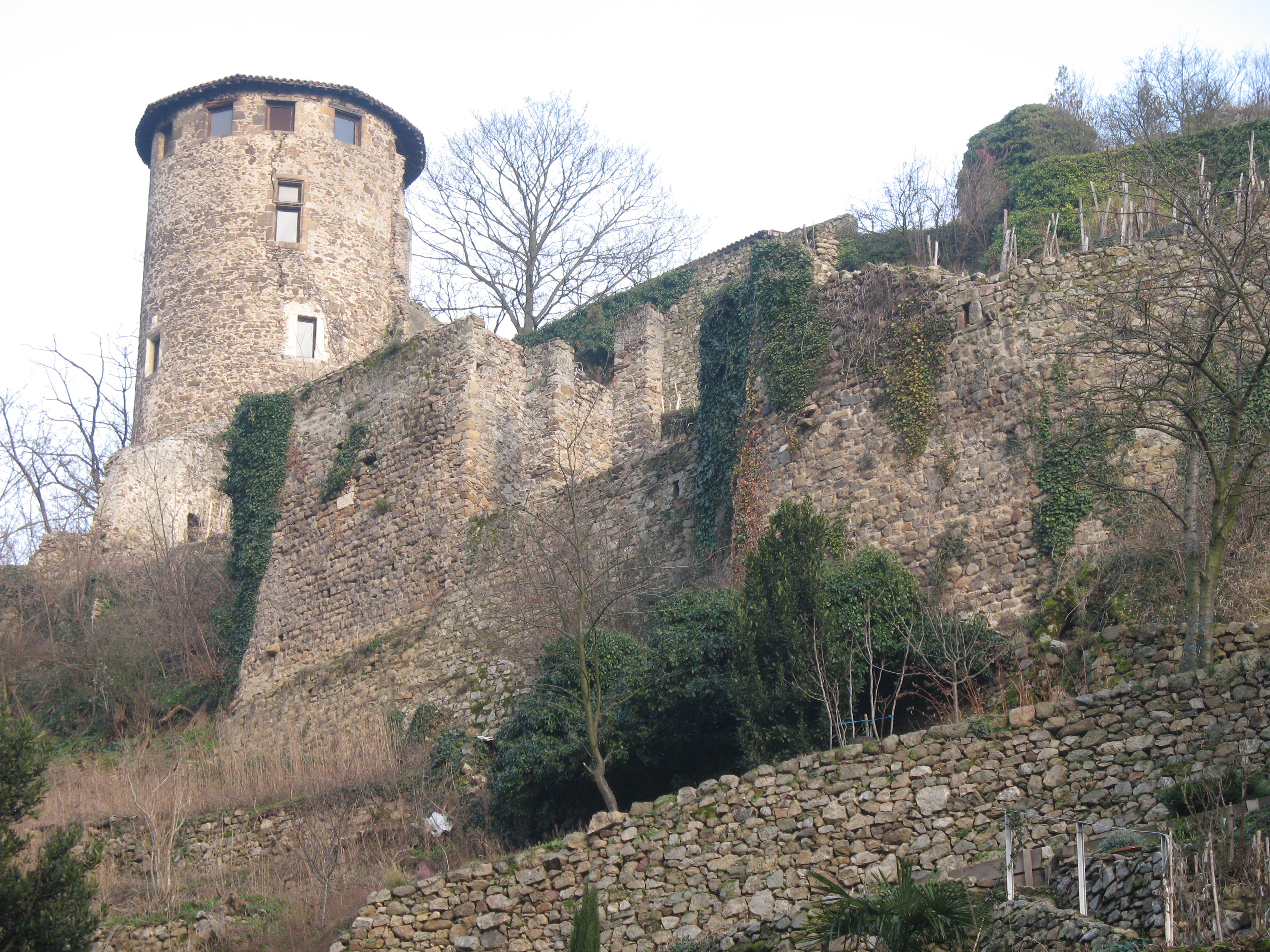
Château de Condrieu.

Renaud de Forez acquiert plusieurs terres pour augmenter le patrimoine archiépiscopal, notamment à Anse, Ternand, Chazay, Lissieu, Givors, Condrieu et Yzeron, dans une stratégie de défense de son comté que ce soit au nord (Oingt, Anse) ou au sud (Condrieu ou Givors) ; mais également pour faire en sorte que la cité épiscopale soit davantage en sécurité (acquisition de possessions à Yzeron).
Dans cette optique de renforcer ses défenses, il entreprend de construire ou de rénover tout autour de Lyon des points fortifiés : un château à Irigny, à Dardilly, un château à Francheville,. Il rénove également le château de Saint-Cyr-au-Mont-d'or pour compléter cette première ceinture proche de sa cité. Il entreprend l'édification ou le renforcement d'ouvrages défensifs plus éloignés : le château des Tours à Anse, un château à Condrieu, des fortifications à Rochefort, le château de Saint-André-la-Côte une motte à Givors et un château à Yzeron.

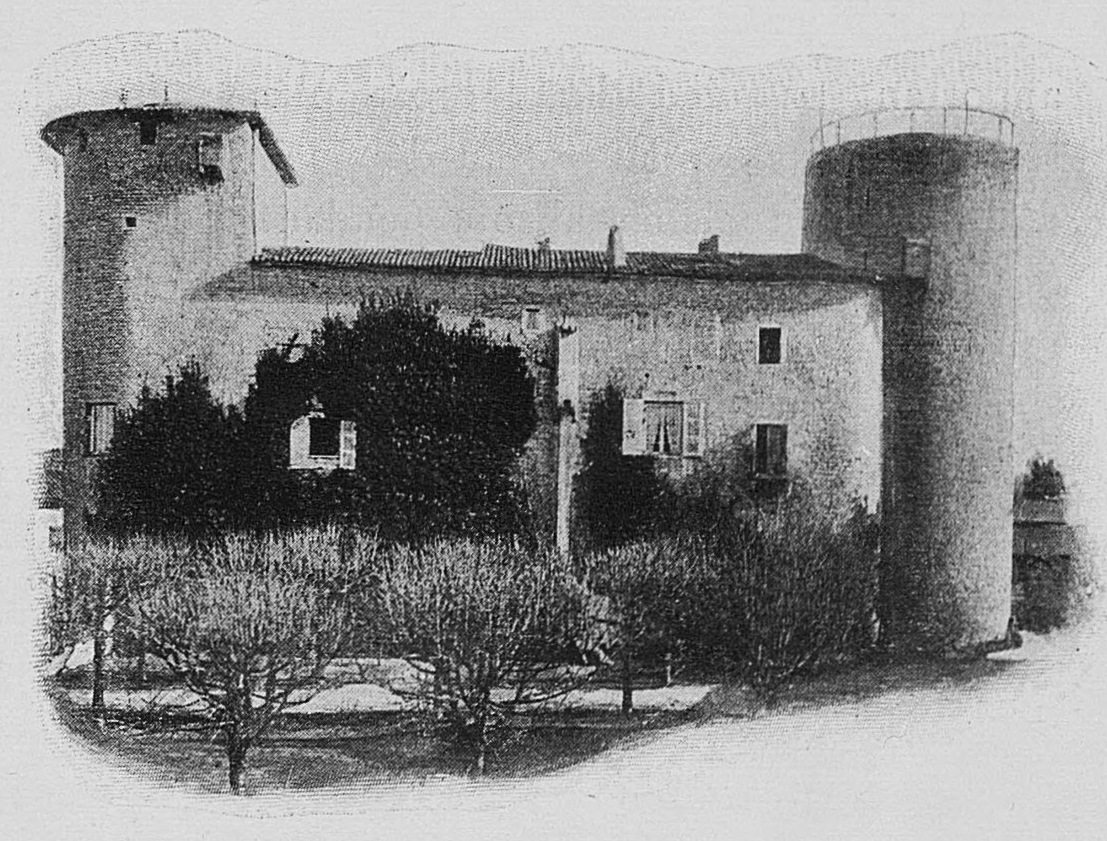
Le château de Anse.

Il mène plusieurs actions pour contraindre de petits seigneurs locaux à accepter pleinement son autorité. Il use pour cela de diplomatie, comme avec le seigneur d'Oingt à qui il prête de l'argent, faisant de lui son obligé. Ces sommes ont peut-être servi à bâtir les châteaux d'Oingt et de Châtillon d'Azergues. Sur le même modèle que le seigneur d'Oingt, Renaud obtient, par endettement de la famille de Guillaume et Bernard de Tarare, le mandement de Ternand, de Anse et de Saint-Vérand. Enfin, il obtient des biens de faibles intérêts dans plusieurs localités : à Saint-Jean-de-Thurigneux, Meximieux, Saint-Priest et Vaulx. Dans d'autres cas, il achète directement les possessions à divers seigneurs, comme à Yzeron où il acquiert un quart des terres de la part de Blanche de Montagny et un autre de Girin de Sal.
Au cours de cette politique de renforcement de son pouvoir sur ses marges, Renaud de Forez prend bien soin, contrairement à ce qu'il fait au cœur de ses terres, d'accorder aux bourgs frontaliers de Anse et de Condrieu des privilèges qu'ils n'avaient pas demandés, en raison de l'existence de tels privilèges chez les seigneurs voisins. Il s'agit alors de prévenir toute volonté d'émigrer vers des lieux plus accueillants pour ses sujets.
L'archevêque utilise également la force pour obtenir, de la part de Guichard de Montagny, après de longs différents, l'hommage du château de Montagny et la possession pour un quart (contre une somme d'argent) du château de Givors,,. Cette même politique le pousse à entrer en conflit avec le propriétaire du château de Condrieu, Gaudemar de Jarez. Il le pousse à une transaction devant l'archevêque de Vienne, où Renaud amène un grand nombre de témoins de son bon droit et obtient ainsi, en 1217, l'hommage de Gaudemar,.
À la mort de Renaud de Forez, la division du patrimoine de l'archevêque entre une mense épiscopale et une mense capitulaire signe la fin de la politique de renforcement de celui-ci.

#### Conflit avec l'abbaye de Savigny

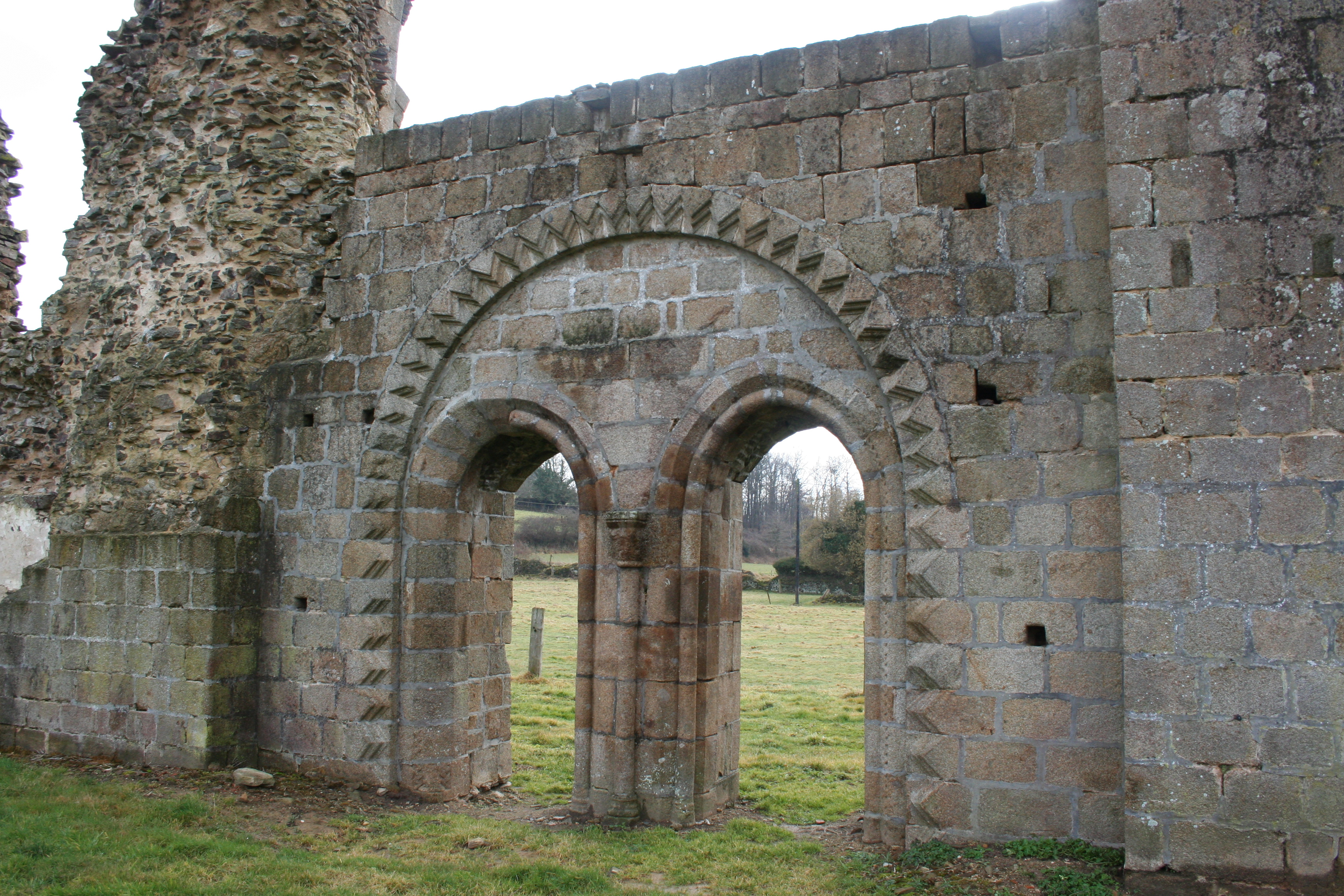
Ruines de l'abbaye de Savigny.

La même politique le pousse à prendre les armes contre l'abbaye de Savigny, qui souhaite s'allier contre lui avec le seigneur de Beaujeu. Depuis sa naissance au Xe siècle, elle est une des quatre puissances régionales avec l'archevêque de Lyon et les comtes de Forez et Beaujeu. Ces principales possessions sont depuis la permutatio dans l'aire d'influence de l'archevêque. Enfin, l'établissement a obtenu en 1124 du pape Pascal II une protection du siège apostolique qui lui permet une large indépendance locale.
Au début de son épiscopat, Renaud conclut plusieurs actes aux côtés de l'abbé de Savigny et ne semble alors pas en conflit avec lui. Les débuts de leur opposition commencent avec l'octroi, par Philippe Auguste à Renaud, du dominium et des régales de l'abbaye en 1202. Avec cet acte, Renaud renoue avec des prétentions déjà revendiquées par le passé et qui se fondent sur un diplôme attribué à Lothaire Ier de 852 confirmé par Louis le Bègue en 878. Toutefois, l'authenticité de cet acte est douteuse. Jean Belles-mains avait également revendiqué des droits sur l'abbaye, en se fondant sur ces actes. Toutefois, la bulle de 1124 de Pascal II devait les invalider.
Devant les prétentions de l'archevêque, l'abbé Richard se tourne vers le comte de Beaujeu qui lui accorde le droit de fortifier le crêt de Popey, qui contrôle le chemin entre Lyon et Tarare. Cette alliance est complétée par des seigneurs locaux tels Bérard d'Écotay et Dalmace d'Oingt.
Renaud réagit aussitôt, refusant qu'un seigneur aussi puissant se place dans la protection d'un adversaire. Il dévaste des villages tels L'Arbresle, Montrottier ou Sain-Bel, prend l'abbaye elle-même et impose un accord. Celui-ci est signé en 1204, scellant le départ de l'abbé Richard. Les autorités restantes, camérier et moines, reconnaissent que le jus regium et le dominium de l'abbaye relèvent pleinement de l'archevêque.

#### Tutorat deGuyIVdu Forez

Armoiries des comtes du Forez.

Avant de partir pour la quatrième croisade, Guy III de Forez confie la tutelle de ses filles et de son fils Guy IV à Renaud de Forez, son frère. Dès décembre 1203, il signe et prend des décisions en tant que tuteur de l'héritier du comté. À la suite de la mort de Guy III en Terre sainte, il doit poursuivre sa mission jusqu'à la majorité de son neveu, en 1218.
Durant cette tutelle, qui dure donc plus de dix ans, et pour préserver le comté du Forez des ambitions du comte de Beaujeu Guichard IV, il mène de complexes négociations qui, appuyées par le roi de France Philippe Auguste aboutissent à une paix en deux temps, avec un premier traité établi en 1208 et un second en 1222. En effet, à la suite d'une ancienne guerre, les seigneurs de Beaujeu avaient perdu plusieurs possessions au nord du comté du Forez (Nérondes, Urfé, Ouches et Saint-Maurice). Or, le départ pour la croisade de Guy III crée une situation favorable pour Guichard IV de Beaujeu.

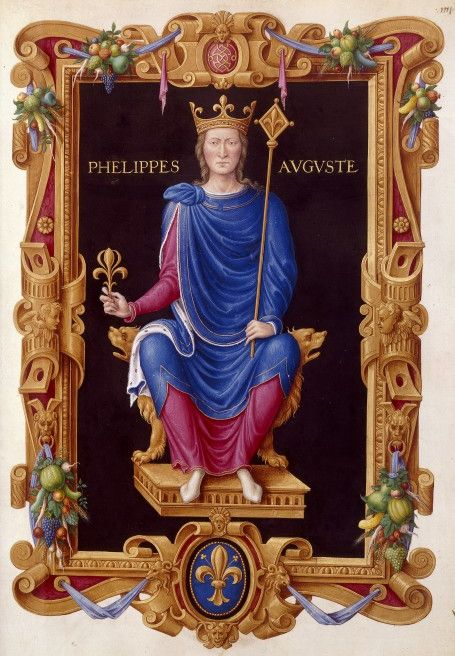
Philippe Auguste (Recueil des rois de France de Jean du Tillet, vers 1550).

Renaud anticipe un éventuel conflit en signant une alliance politique et matrimoniale entre Guy IV et Guy de Dampierre. Ce traité établit une alliance de qualité pour le jeune comte, et est ratifié par Philippe Auguste. Toutefois, en 1206 ou 1207, à la suite de l'annonce de la mort de Guy III, Guichard IV de Beaujeu entame les hostilités. Déçu par la faiblesse du soutien de Guy de Dampierre, Renaud se tourne vers un autre allié, Guy II d'Auvergne. Il établit avec lui un nouveau traité politique et matrimonial, qui annule le précédent et conclut au contraire une alliance militaire contre Guy de Dampierre,.
Toutefois, Philippe Auguste, qui convoite l'Auvergne, n'apprécie pas ce traité et se tourne vers Renaud pour le convaincre de faire machine arrière. Il envoie Guy de Dampierre et Eudes III de Bourgogne pour régler, en 1208, à la fois le conflit entre Renaud et les bourgeois lyonnais et celui entre le Forez et les Beaujeu. À la suite de ce deuxième accord, Renaud récupère les fiefs des Beaujeu en Lyonnais,. De même, il obtient, après cette affaire, de la part du roi de France, les droits du péage de Givors,. Ce retour d'alliance entre Forez et Guy de Dampierre est scellé définitivement lors de la guerre entre Guy de Dampierre et Guy II d'Auvergne, auquel participe personnellement Renaud de Forez.
Dès 1215, le jeune Guy, alors âgé de quatorze ans, commence à apparaître au côté de son oncle sur les actes officiels. La première mention apparaît lors d'une donation de biens en alleu à l'église de Montverdun. En 1218, Guy IV prend son indépendance mais Renaud continue de l'assister. Ainsi, lors de plusieurs actes signés par Guy IV, Renaud est présent pour les sceller, tels lorsque les seigneurs du comté de Mâcon cèdent, en signe de paix, des terres à Guy IV, en 1220,.

#### Alliances et influence de Renaud de Forez
Situé dans un espace frontière où il dispose d'une relative liberté d'action, Renaud de Forez se permet de naviguer entre l'empereur et le roi de France, pour finir par s'allier définitivement avec ce dernier. En tant que grand seigneur local, il est sollicité par des seigneurs voisins, mais ne s'intéresse pas au développement de Lyon.

##### Vis-à-vis de l'empereur

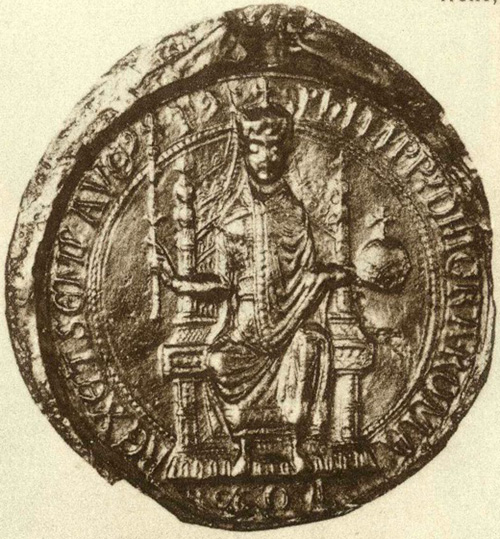
Monnaie de Philippe de Souabe, soutenu par Renaud dans son conflit avec son adversaire Othon pour le trône impérial.

En tant que seigneur de terres impériales, il prend parti lors du conflit qui oppose Philippe de Souabe et Othon de Brunswick pour la couronne impériale. Il soutient alors Philippe de Souabe, malgré le soutien du pape Innocent III à son adversaire. Ce soutien est intéressé, et récompensé, car Renaud reçoit en cette occasion de la part de Philippe de Souabe les revenus du péage de Béchevelin,. Toutefois, le peu de cas que montre l'empereur pour les terres lyonnaises est réciproque avec le peu d'empressement qu'à Renaud envers son suzerain théorique pour ses terres orientales et la cité lyonnaise. Tout au plus l'archevêque indique-t-il dans les actes les plus importants l'année de règne de l'empereur, comme pour la convention de 1193 entre Renaud et les Lyonnais. Dans les autres cas, il n'en est même pas fait mention. Il est fort possible que le basculement de Renaud dans la sphère d'influence du roi de France date de la défaite de Philippe de Souabe dans la conquête de la couronne impériale.

##### Vis-à-vis du roi de France

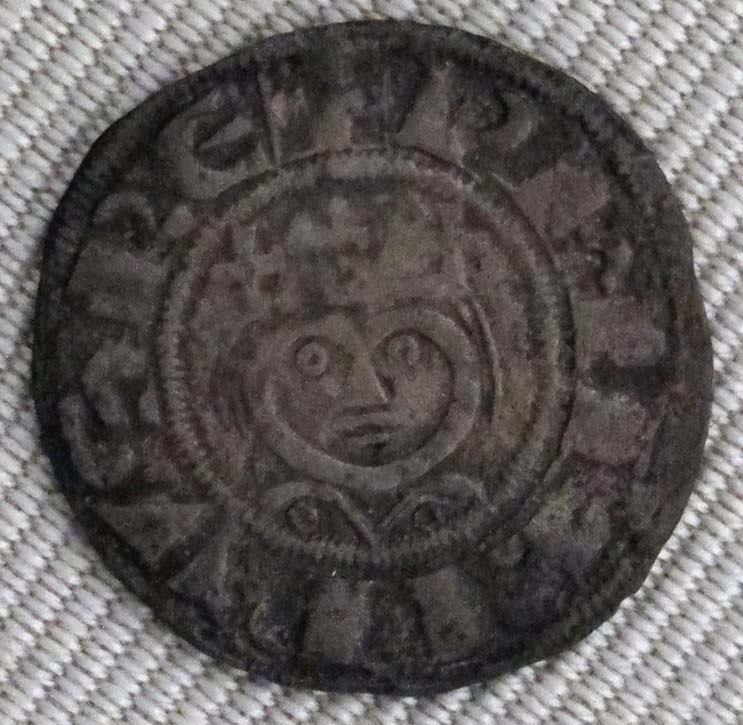
Denier de Philippe Auguste, suzerain vers qui se tourne finalement Renaud de Forez.

Pourtant, en 1200, Renaud participe à Dijon au concile organisé par le légat Pierre de Capoue pour condamner le roi de France de son union avec Agnès de Méranie, proclamée illicite par Innocent III. Puis, lorsque à la suite du concile de Vienne, l'interdit est prononcé sur la France entière, Renaud le fait strictement appliquer chez lui. Innocent III lui écrit pour le féliciter de son zèle. Mais, après 1202, quand le roi de France et le pape se sont réconciliés, Renaud peut, lui-aussi, entamer un rapprochement.
Une fois devenu l'allié objectif du roi de France, Renaud le prouve et s'engage, par exemple, dans le conflit mené contre son ancien allié le comte d'Auvergne, lors de la campagne dirigée par Guy de Dampierre. Cette alliance lui procure un soutien concret. Philippe Auguste lui octroie en 1202 le dominium et les regalia de l'abbaye de Savigny. En 1222, il confirme l'accord conféré à Jean Belles-mains sur la régale réciproque entre les évêchés de Lyon et d'Autun,.
Renaud accueille à Lyon les croisés en 1209, mené par le légat pontifical Arnaud Amalric, abbé de Citeaux.
Il se trouve, en 1223, à une assemblée à Paris contre les Albigeois lorsque Philippe Auguste décède. Il assiste à ses obsèques et au couronnement de Louis VIII. Celui-ci lui demande immédiatement d'aller recevoir, en son nom, l'hommage de la comtesse de Chalon, Béatrice, ce qu'il fait le 3 septembre 1223 à Mont-Saint-Vincent.
Pour les contemporains, Renaud appartient au clergé français, comme le mentionne le chroniqueur anglais Roger de Wendover dans son récit du concile de Bourges sur les Albigeois de 1225 auquel participe Renaud,. L'armée croisée passe à nouveau par Lyon en mai 1226.

##### Autres actions seigneuriales
En 1199 et 1203, il confirme la donation de son frère Guy du mas du Ratis à l’obéance de Neulise.

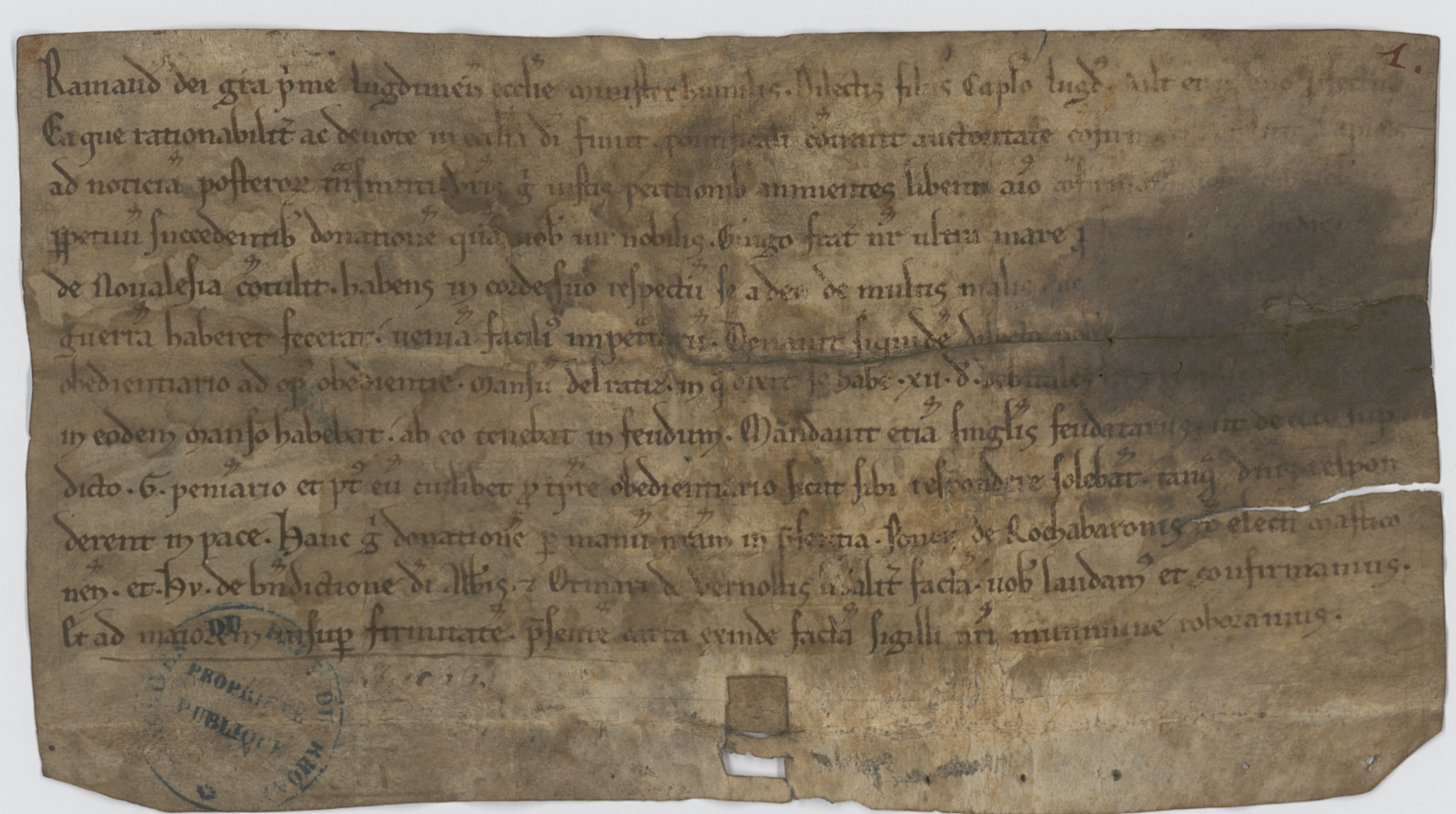
Recto de la charte de donation de Guy confirmée par Renaud de Forez.
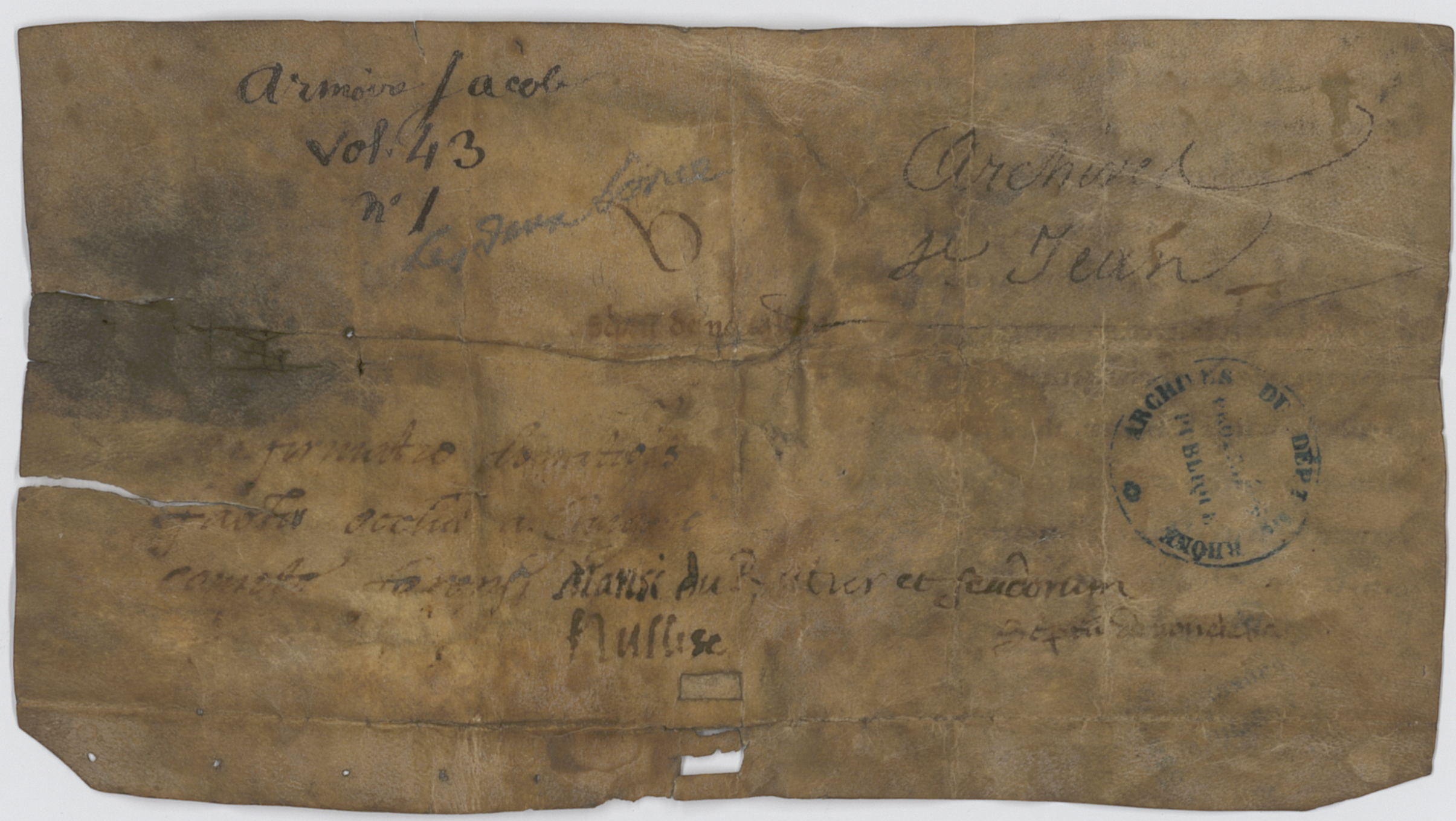
Verso de la charte, document conservé aux Archives départementales du Rhône, 10 G 2492.

Entre 1193 et 1209, Renaud de Forez est tuteur d'André d'Albon de par la volonté de sa mère Béatrice d'Albon. Les raisons de ce choix ne sont pas claires et Renaud n'intervient pas beaucoup dans la politique locale. De même, il est tuteur d'Artaud IV de Roussillon.
Renaud de Forez ne s'intéresse pas particulièrement au développement de la cité lyonnaise. Il ne semble, ainsi, pas participer à la reconstruction en pierre du pont sur le Rhône après l'effondrement de celui en bois en 1190.

#### Renaud et la monnaie lyonnaise

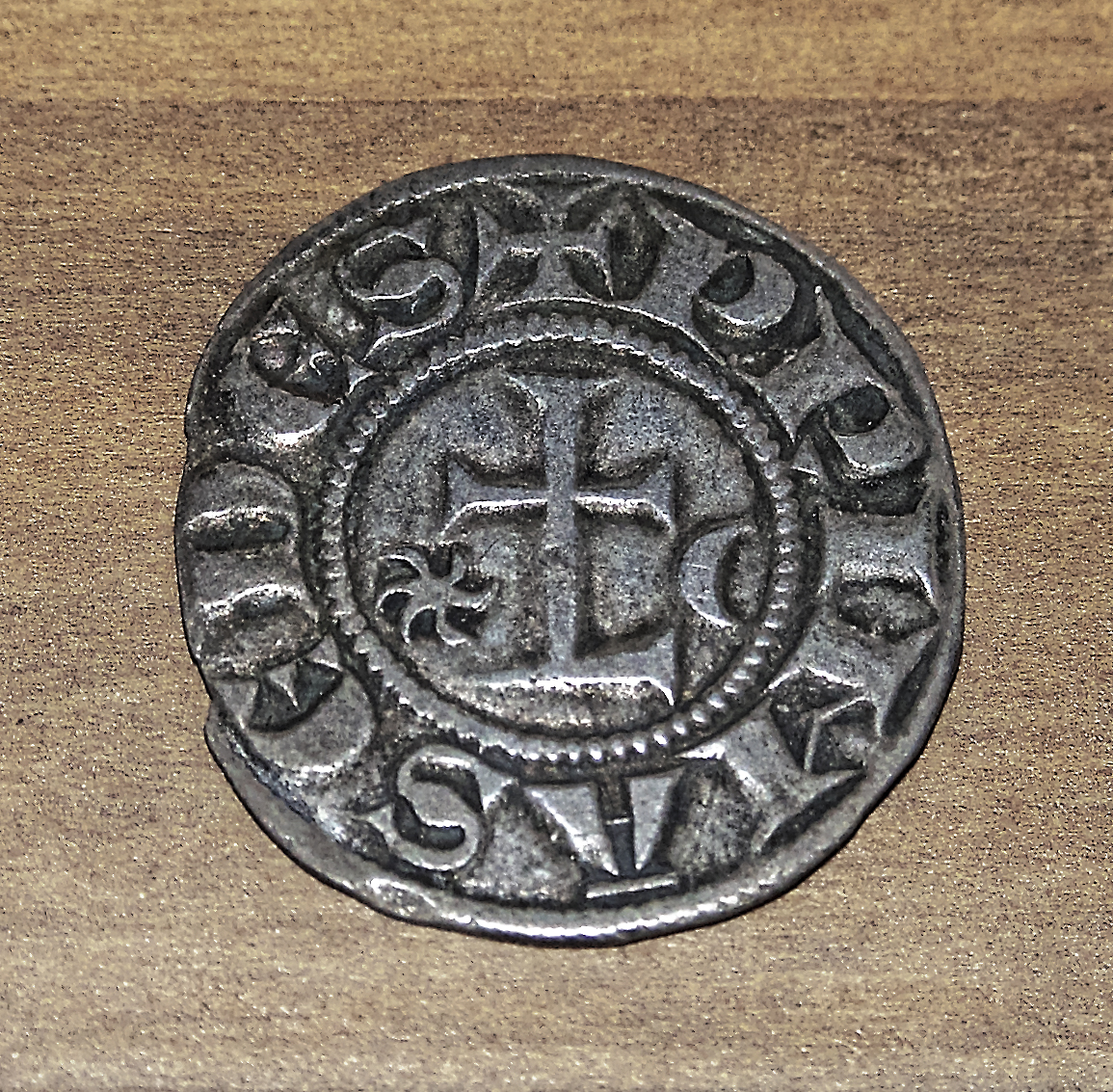
Fort lyonnais, monnaie anonyme frappée pour le compte de l'église de Lyon entre le. Médailler du Musée des beaux-arts de Lyon.

Soucieux de développer ses revenus, Renaud s'engage dans plusieurs actions pour raffermir le cours de la monnaie de Lyon, le « fort » lyonnais, qui, avant lui, ne dispose que d'un rayonnement limité. Il impose son emploi dans de nombreuses transactions importantes où auparavant les monnaies de plus grandes diffusions étaient employées. Par ailleurs, sa position influente sur le comté de Forez lui permit de disposer aisément des ressources argentifères locales. Il en use pour améliorer le titre de sa monnaie. Toutefois, même si sous son épiscopat elle se met à être employée au nord jusqu'à Mâcon, au Puy à l'ouest et Grenoble au sud, son extension reste modeste,.

## Développement de l'administration
Entouré d'une cour composée de laïcs locaux et de clercs, Renaud de Forez crée l'officialité de Lyon, qui à cette époque est chargée de rédiger et d'expédier ses actes. Cette administration se met à utiliser aussi bien le sceau de plomb que le sceau de cire.

### «Familia» archiépiscopale
La cour de l'archevêque est composée d'un groupe de personnes attachées à son service et qui est quelquefois désignée sous le nom de familia. Renaud de Forez dispose à son service d'un certain nombre de clercs ou de bourgeois lyonnais, moyen pour lui d'avoir des relations proches avec le patriciat lyonnais.
La fonction de sénéchal est de tenir la juridiction séculière. Elle est affermée sous Renaud de Forez en premier lieu à Girin, puis à Humbert de Grôlée qui installe à Lyon l'ordre des Cordeliers et enfin à Durand de Fuers, issu d'une grande famille patricienne locale,. Le poste de procureur est confié un temps à un certain Ponce, dont on ne connaît pas le successeur.
En dehors de ces laïcs se tiennent également un groupe de clercs autour de l'archevêque. L'un d'entre eux est Arnulphe de Bocsozel, membre d'une importante famille dauphinoise, qui reçoit de Renaud les droits sur la dîme de Saint-Cyr-les-Vignes,.

### Naissance de l'official
Renaud est le premier archevêque sous lequel une mention claire de la présence d'un official est attestée, en 1214.
En effet, en 1208, on retrouve une trace d'un notaire employé par l'archevêque dans le cadre d'une confirmation de privilèges pour les pelletiers de Lyon,, mais celui-ci a été mandaté par les pelletiers et vient de l'extérieur de Lyon.

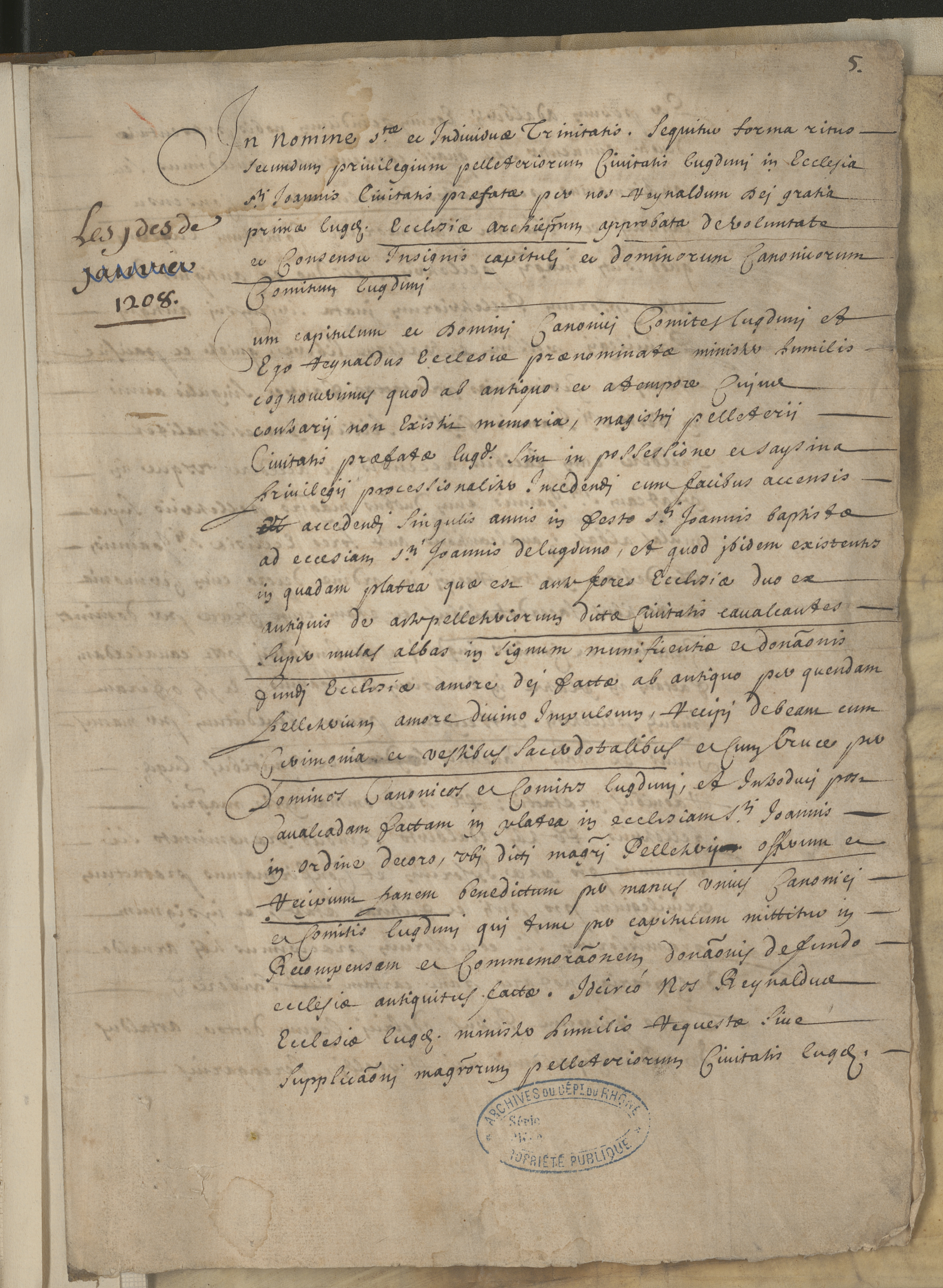
Confirmation des privilèges des pelletiers de Lyon, 1208, page 1. ADMLR : 10 G 1001
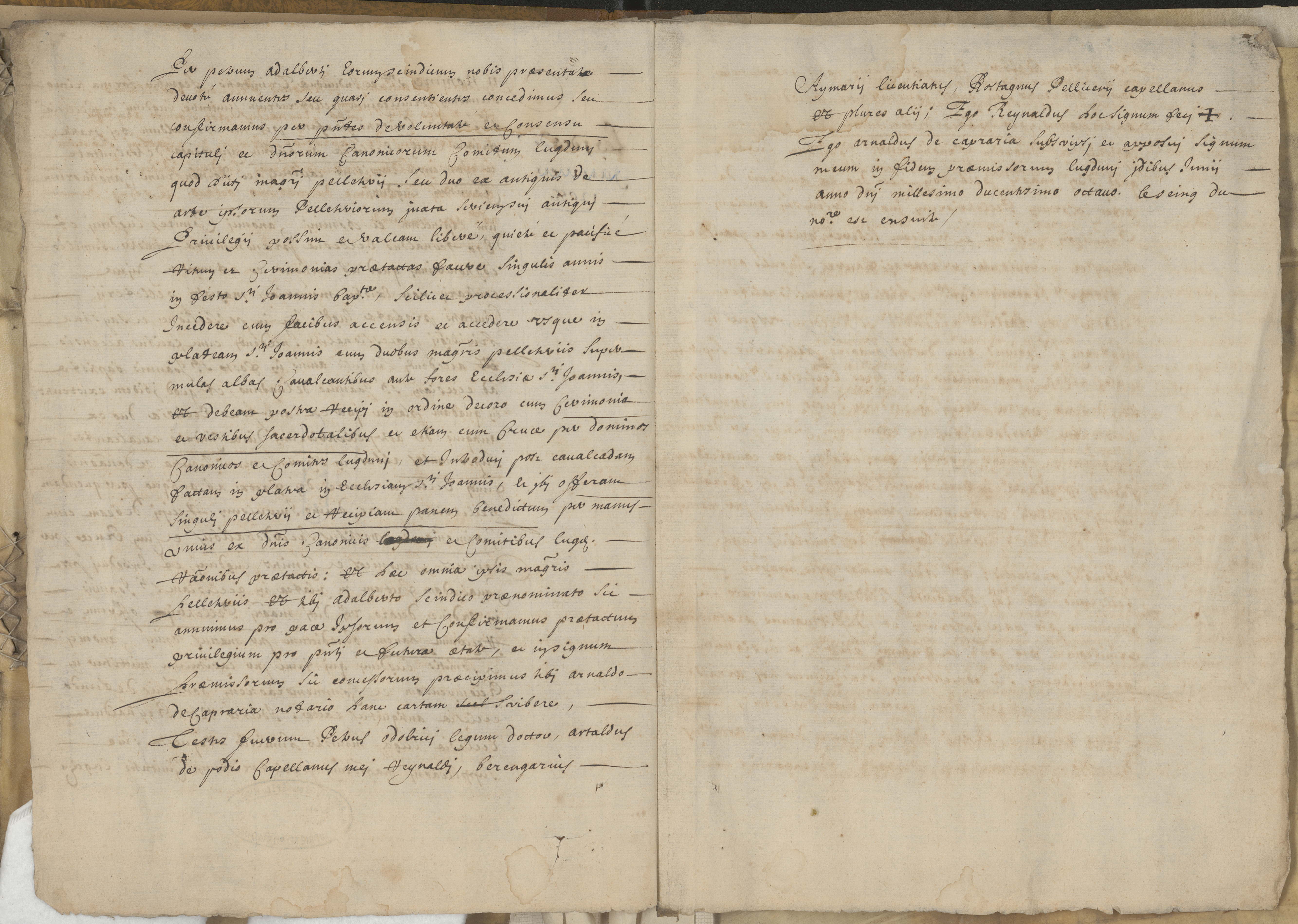
p. 2-3
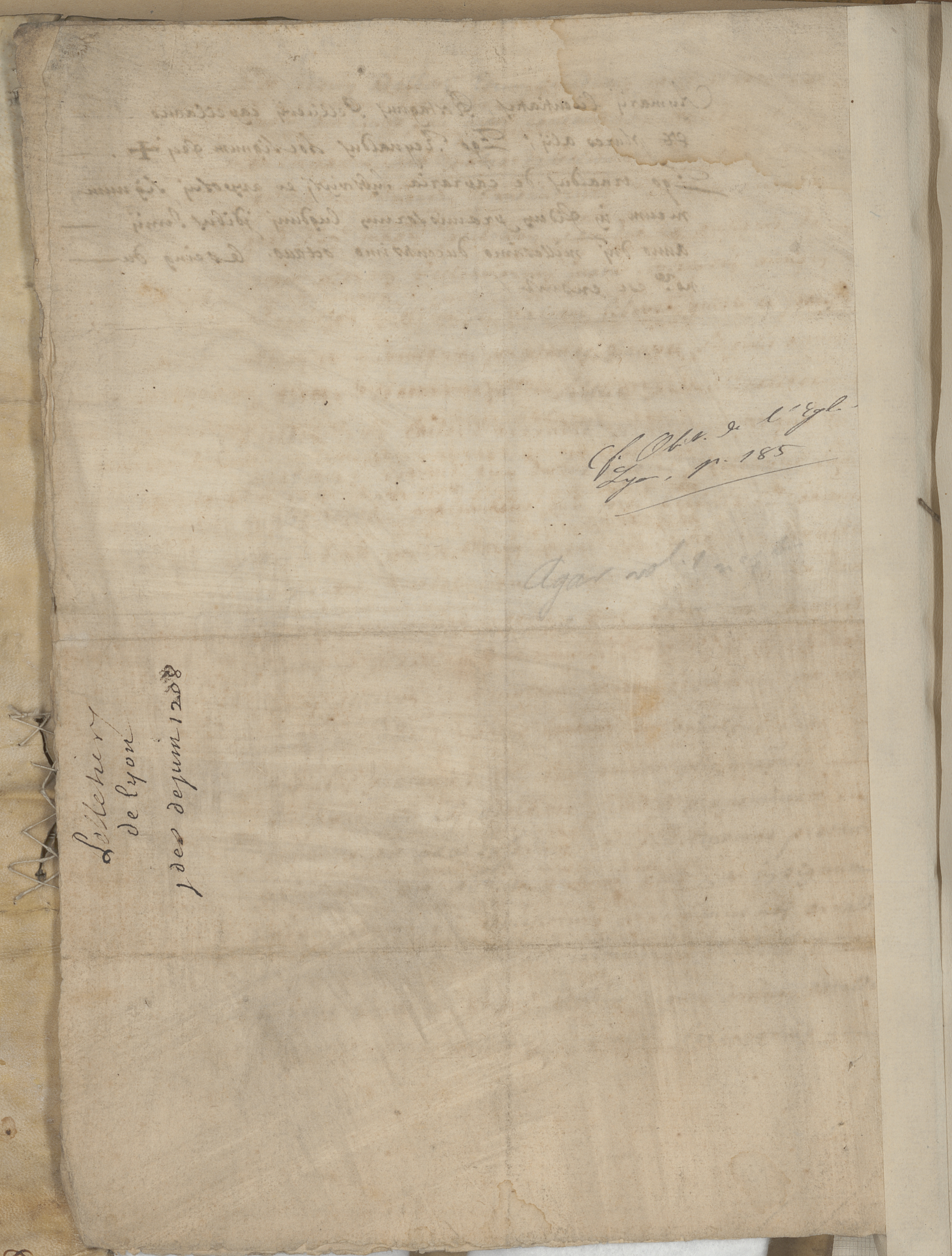
Page 4

Mais en 1214, deux actes, l'un concernant des redevances destinées à l'abbaye d'Ainay et l'autre la possession de dîmes aux Hospitaliers, se concluent avec la même formule : Datum per manum P. de Monte Brusonis, officialis nostri. Il semble donc que le rôle de l'official Pierre de Montbrison à cette époque soit d'être le dataire des actes de l'archevêque. Puis, ce titre disparaît des actes quelques années pour réapparaître et s'imposer définitivement en 1221 avec un nouveau titulaire, Pierre de Bouthéon, sous la formule Datum per manum Petri de Boteon, officialis nostri. À cette époque, l'official est un rédacteur qui ne semble pas avoir de rôle juridictionnel. Il désigne, par ailleurs, Pierre de Bouthéon, en 1226, comme exécuteur testamentaire.
Renaud de Forez est, ainsi, le créateur à Lyon de la fonction d'official, même s'il n'a encore qu'un rôle de chancelier épiscopal.

### Sceaux épiscopaux
Renaud fait évoluer le mode de scellement des actes officiels de l'archevêché. Alors que ses prédécesseurs scellent toujours leurs décisions à la cire, il emploie lui le plomb sous forme de bulle. Son emploi est connu pour la première fois sur un acte de 1194, et se retrouve ensuite systématiquement sur les actes de juridiction gracieuse. Renaud conserve, pour les décisions les plus solennelles, le sceau de cire.

## Œuvre religieuse

### Construction de la primatiale

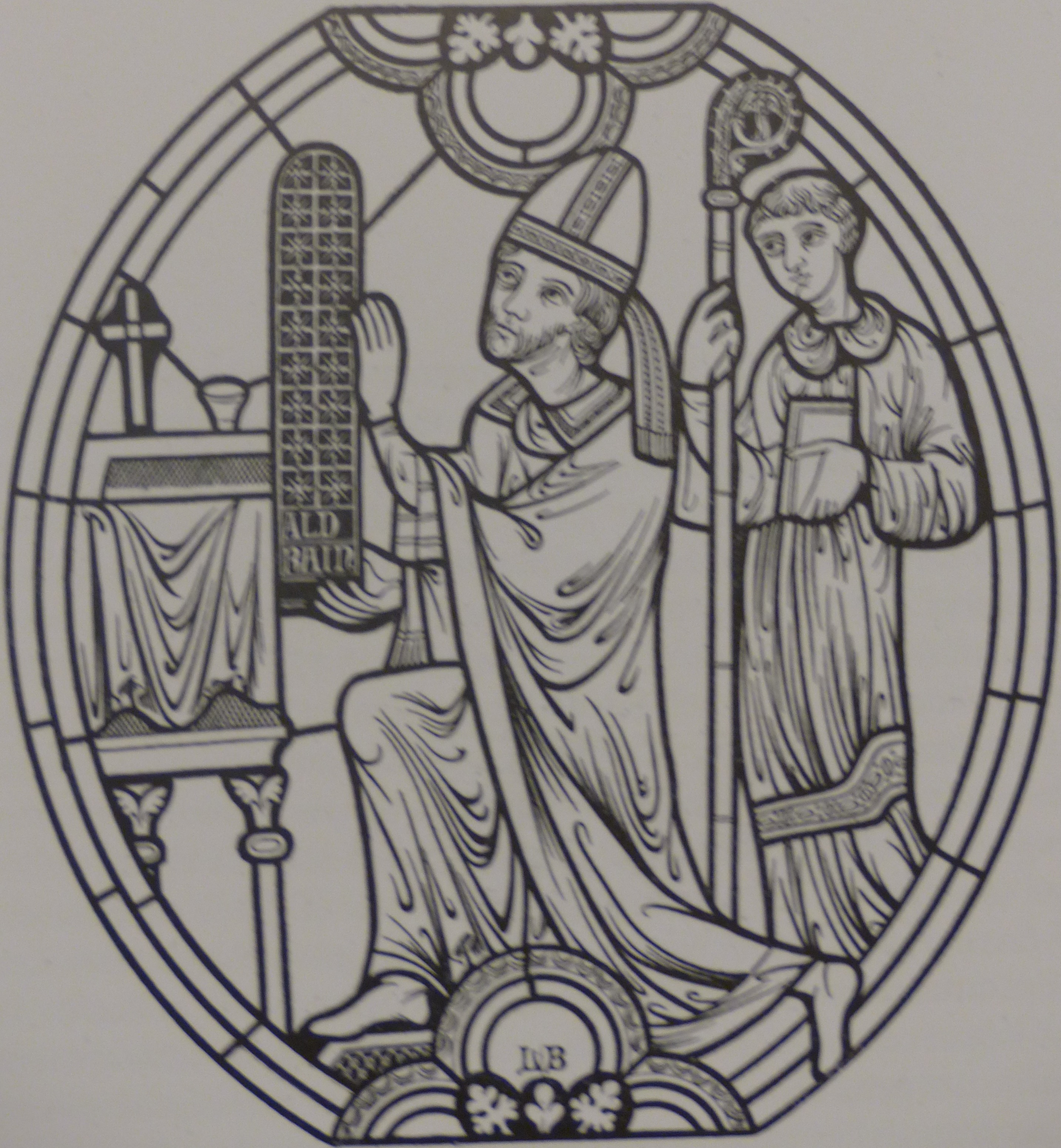
Reproduction du vitrail de la cathédrale par Lucien Bégule.

En tant que religieux, Renaud poursuit la reconstruction de la cathédrale, en style gothique, à grand frais. Si le premier archevêque qui mène le chantier (Guichard de Pontigny) a prévu un édifice roman, son successeur, Jean Belles-mains, transforme la cathédrale en l'adaptant au style gothique. Il s'inspire pour cela des modèles poitevins et angevins. Renaud de Forez poursuit et amplifie ces changements, s'inspirant des cathédrales gothiques de Genève et de Lausanne. La future cathédrale Saint-Jean s'adapte donc en cours de réalisation. Au moment de la transition, le sanctuaire est élevé, mais pas encore voûté, sauf les chapelles latérales du chœur. Le premier chantier mené par Renaud et ses maîtres d'œuvre (tous restés anonymes) est la couverture complète du sanctuaire, afin de le mettre hors d'eau pour que le culte puisse y être célébré. Concomitamment, les murs fermant, au sud et au nord, les collatéraux sont élevés jusqu'au triforium. Les colonnes supportant la nef centrale, pour leur part, s'élèvent beaucoup plus lentement, la proximité de l'ancienne église gênant leur construction.
Du vivant de l'archevêque, le chœur est achevé, mais le vitrail le présentant à genoux est postérieur. C. Brisac propose en effet que ce vitrail ait été un hommage des chanoines après la disparition de Renaud. Ce vitrail constitue le premier (celui situé le plus bas) médaillon de la verrière présentant la vie de Jean le Baptiste, à qui la cathédrale est dédiée. La verrière fait partie du groupe des sept lancettes situées dans la partie basse de l'abside romane de l'édifice. Elle est située immédiatement à droite de la verrière centrale.

### Relations avec le chapitre cathédral
Ses relations avec le chapitre cathédral n'engendrent pas de conflits. Il nomme, peu après 1218, Guy de la Tour, archidiacre. Celui-ci tente, en 1234, de se faire élire archevêque. Sous son épiscopat, la gestion de la mense du chapitre cathédral évolue, d'une part, pour aboutir à une véritable division des terres en menses et, d'autre part, pour que les parties réservées aux chanoines et à l'archevêque soient clairement séparées.

### Autres actions pastorales
En 1218, il accueille les Dominicains à Lyon, qui s'installent au Gourguillon et, en 1220, les Franciscains qui s'établissent sur les bords du Rhône. Il fusionne l'institution de l'aumônerie du saint-Esprit à l'hôpital des frères pontifes. Il soutient à de nombreuses reprises les Chartreux de l'abbaye des Portes. Ce même ordre reçoit le privilège de la part de l'archevêque d'être exonéré des taxes sur les marchandises achetées ou vendues à Lyon ; ce qui ne lui coûte rien puisqu'il a affermé la perception de cet impôt aux bourgeois lyonnais,,.
Ne négligeant pas son diocèse, il en établit le premier état des paroisses connus, la liste nommée le « Pouillé », qui classe les paroisses par archiprêtrés, et semble être à l'origine des premiers statuts synodaux.
Renaud reçoit de la part de l'empereur Henri de Constantinople un morceau de la vraie croix et des reliques de saint Étienne, saint Thomas et saint Eustache. Il s'agit de Ponce de Chaponnay, grand marchand lyonnais qui les lui apporte.

## Décès
Après avoir rédigé son testament le 16 octobre 1226, il meurt à Lyon et est enterré en l'église Saint-Irénée, dans la sépulture des Comtes de Forez. Son testament, révèle une grande richesse, bien plus importante que celle des archevêques contemporains proches. Il lègue 100 marcs de Lyon à Saint-Just, 4 000 sous forts à Ainay, 200 livres fortes à Savigny. Il est également le seul archevêque lyonnais à léguer en monnaie lyonnaise. Par la suite, les archevêques n'utilisent plus que la monnaie royale.
Son long règne, plus de trente-trois ans, et son intense activité explique qu’aucun autre archevêque n’ait autant de mention dans les obituaires de son diocèse. Par ailleurs, l’obituaire de la cathédrale Saint-Jean lui consacre une notice d’une longueur exceptionnelle. Le texte de cet obituaire est édité en 2015.
Il n’y a pas d’indices qui laissent à penser qu’il aurait influencé le chapitre cathédral pour le choix de son successeur, Robert de la Tour. Il l’avait probablement croisé quelquefois comme lorsque celui-ci vient à Lyon en 1209 pour rejoindre les Croisés mais la seule lettre conservée de Renaud envers Robert, qui concerne l’abbaye de Menat, est purement formelle,.
Après son décès, les liens entre l'archevêché lyonnais et le comté de Forez se distendent fortement. Les archevêques ne participent plus à aucun accord officiel majeur, même dans des cas où leur présence aurait été logique.

## Historiographie
Le récit du conflit entre Renaud de Forez et l'abbaye de Savigny a longtemps été difficile à établir en raison d'une erreur ancienne sur la datation d'une bulle d'Innocent III, qui détaille les évènements. Cette bulle du 14 janvier 1208 est retranscrite dans la Patrologie Latine.
Auguste Bernard, en 1853, la date par erreur de 1197, ce qui le contraint à reculer la date du conflit. Ce décalage chronologique de dix ans est repris par Steyert dans sa Nouvelle histoire de Lyon.
Cette erreur est corrigée par la suite mais les historiens, tel Gaussin, ont placé cette bulle immédiatement après la campagne de Renaud et donc celle-ci en 1207. Mais il existe un acte du camérier de Savigny Pierre de 1204 qui relate également toute l'histoire, qui est donc achevée à cette date. Gaussin connaît cet acte mais affirme qu'il n'est pas daté, alors qu'il l'est. La bulle d'Innocent III est rédigée non pas après la campagne contre l'abbaye mais après le conflit de Renaud avec les citoyens lyonnais, et il ajoute l'affaire de Savigny aux reproches qu'il fait au prélat forézien.

### Sources utilisées
1. ↑  Ce texte est rapporté par Henri de suse dans Summa Hostiensis, cap. Constitutis, extra De appellationibus. Cité par Gallia cristiana, IV, coll. 133.
2. ↑  de Villeneuve et Guigue 1876, p. 103.
3. ↑  Patrologie Latine, CCXV, coll. 299, no 194.
4. ↑  Guigue 1885-1893, p. 99.
5. ↑  Des burgondes à Bayard : mille ans de Moyen Âge, catalogue d'exposition, no 428.
6. ↑  Bernard 1853, n° 901.
7. ↑  Bernard 1853, no 948 et 949.
8. 1 2  H. F. Delaborde, Recueil des actes de Philippe Auguste, no 742.
9. ↑  Bernard 1853, no 82 et p. LXXVII.
10. ↑  Bernard 1853, p. XCVI, no 1.
11. 1 2  Archives départementales du Rhône, 10 G 1417 (1).
12. ↑  Fondation Georges Guichard 1933-1980, no 1152.
13. ↑  Fondation Georges Guichard 1933-1980, no 1311.
14. ↑  Fondation Georges Guichard 1933-1980, no 1154.
15. ↑  H. F. Delaborde, Recueil des actes de Philippe Auguste, no 1046.
16. ↑  Fondation Georges Guichard 1933-1980, no 31.
17. ↑  de Villeneuve et Guigue 1876, p. 375.
18. ↑  A. de Charmasse, Cartulaire rouge, no 209 et H. F. Delaborde, Recueil des actes de Philippe Auguste, no 1773.
19. ↑  Guillaume le Breto, Philippide, éd. H.F. Delaborde, v. 671-677.
20. ↑  Monumenta Germaniae Historica, SS, XXVIII, p. 52.
21. ↑  Répertoire méthodique en ligne.
22. ↑  Guigue et Guigue 1902, p. 2-4.
23. ↑  Guigue 1885-1893, no 520.
24. ↑  Guigue 1867, p. 185.
25. ↑  Il en existe une copie du XVIIe siècle aux A.D. Rhône : 10 G 448.
26. ↑  Guigue 1885, II, app. 2, p. 161.
27. ↑  Fondation Georges Guichard 1933-1980, no 309.
28. ↑  A. D. Rhône 10 G 2240.
29. ↑  Guigue 1885-1893, no 72.
30. ↑  B. Bligny, Recueil des actes de la Grande Chartreuse, no LXVI, p. 177.
31. ↑  La lettre d'authenticité de l'empereur date du 6 avril 1208 et est retranscrite dans Guigue 1867, p. 185.
32. ↑  Fondation Georges Guichard 1933-1980, no 1358.
33. ↑  Guigue 1867, p. 202.
34. ↑  Guigue et Guigue 1902, p. 40-48.
35. ↑  Recueil des historiens des Gaules et de la France, t. XIX, 1833 (lire en ligne), p. 19.
36. ↑  A. Bernard, Chartes de Cluny, V, no 4444.
37. ↑  Patrologie Latine, CCXV, coll. 1299, no 194.
38. ↑  Bernard 1853, p. XCVII.

### Ouvrages de référence utilisés
1. 1 2 3 4  Arch. de Lyon, p. 56.
2. 1 2  Beyssac 1933, p. 37 et 41.
3. 1 2 3 4 5 6  Dict. hist. de Lyon, p. 1110.
4. ↑  Galland 1994, p. 99.
5. ↑  Galland 1994, p. 79.
6. ↑  Galland 1994, p. 114.
7. ↑  Galland 1994, p. 115.
8. ↑  Galland 1994, p. 113 et 147.
9. ↑  Galland 1994, p. 179.
10. 1 2  Galland 1994, p. 180.
11. 1 2 3  Arch. de Lyon, p. 57.
12. ↑  Galland 1994, p. 181.
13. ↑  Galland 1994, p. 184.
14. 1 2  Guigue et Guigue 1902, p. 83.
15. ↑  Galland 1994, p. 192.
16. ↑  Galland 1994, p. 261.
17. 1 2  Galland 1994, p. 270.
18. 1 2  Galland 1994, p. 275.
19. ↑  Galland 1994, p. 276.
20. ↑  La seigneurie de Oingt au Moyen Age, Académie de Villefranche-sur-Saône, 1991.
21. ↑  Perroy 1976, II, p. 863 et suiv..
22. ↑  Guigue 1885-1893, no 191.
23. ↑  Galland 1994, p. 265.
24. ↑  Galland 1994, p. 264.
25. ↑  Galland 1994, p. 185.
26. 1 2  Galland 1994, p. 263.
27. ↑  Guigue 1867, p. 192.
28. ↑  Perroy 1976, p. 403.
29. ↑  Galland 1994, p. 262.
30. ↑  Galland 1994, p. 272.
31. ↑  Galland 1994, p. 273.
32. 1 2  Galland 1994, p. 274.
33. ↑  Galland 1994, p. 202.
34. ↑  Galland 1994, p. 204.
35. ↑  Galland 1994, p. 209.
36. 1 2  Galland 1994, p. 210.
37. 1 2 3 4  Galland 1994, p. 197.
38. ↑  Galland 1994, p. 203.
39. ↑  Galland 1994, p. 241.
40. ↑  Galland 1994, p. 244.
41. ↑  Galland 1994, p. 247.
42. 1 2 3 4  Galland 1994, p. 248.
43. ↑  Galland 1994, p. 249.
44. ↑  Galland 1994, p. 222.
45. ↑  Galland 1994, p. 223.
46. ↑  Galland 1994, p. 189.
47. 1 2 3  Galland 1994, p. 161.
48. ↑  Galland 1989, p. 283.
49. ↑  de La Mure 1671, p. 325.
50. 1 2  Galland 1994, p. 149.
51. ↑  Galland 1994, p. 150.
52. ↑  Galland 1994, p. 151.
53. 1 2  Galland 1994, p. 152.
54. 1 2 3  Arch. de Lyon, p. 59.
55. ↑  Reveyron, Durand et Repellin 2011, Nicolas Reveyron et Ghislaine Macabéo, « Un chantier médiéval à étapes : XIIe – XVe siècle » — renaud de forez et l'ouverture du chantier gothique, p. 59.
56. ↑  Reveyron, Durand et Repellin 2011, Nicolas Reveyron et Ghislaine Macabéo, « Un chantier médiéval à étapes : XIIe – XVe siècle » — renaud de forez et l'ouverture du chantier gothique — Un pilier depuis les bases jusqu'aux premiers chapiteaux, p. 59.
57. ↑  Reveyron, Durand et Repellin 2011, Nicolas Reveyron, « Les vitraux » — les sept lancettes de l'abside — Le vitrail de saint Jean-Baptiste., p. 212.
58. ↑  Galland 1994, p. 119.
59. ↑  Galland 1989, p. 282.
60. ↑  Dict. hist. de Lyon, p. 1111.
61. ↑  Galland 1994, p. 186.
62. ↑  Galland 1994, p. 198.
63. ↑  Charansonnet et al. 2015, p. 256 à 261.
64. ↑  Galland 1994, p. 117.
65. ↑  Galland 1994, p. 212.
66. ↑  André Steyert, Nouvelle histoire de Lyon et des provinces de Lyonnais, Forez, Beaujolais, Franc-Lyonnais et Dombes, Lyon : Bernoux et Cumin ; (Montbrison : L. Pélardy), 1895-1899, Vol. II, p. 366 et suiv.
67. ↑  Pierre-Roger Gaussin, « De la seigneurie rurale à la baronnie, l'abbaye de Savigny en Lyonnais »Le Moyen âge, 1955, p. 159.